# Bank of America Tower (Nowy Jork)
Bank of America Tower – wieżowiec znajdujący się w dzielnicy Midtown w okręgu Manhattan w Nowym Jorku, w Stanach Zjednoczonych. Jego budowa rozpoczęła się w 2004 roku. W grudniu 2007 roku budowla osiągnęła swoją docelową wysokość 365,8 metrów. Dwa lata później konstrukcja została oddana do użytku. 
Jest trzecim co do wysokości wieżowcem w Nowym Jorku (po 1 World Trade Center i Empire State Building) i piątym w Stanach Zjednoczonych.
Wieżowiec, którego wykonanie kosztowało około 1 miliard dolarów USD, został opracowany przez studio Cook+Fox Architects. 58-piętrowy budynek posiada 51 wind, które zostały wyprodukowane przez szwajcarską firmę Schindler Group. Biurowiec jest również uznany za jeden z najbardziej efektywnych oraz przyjaznych dla środowiska wieżowców na świecie.
Bank of America Tower jest wykonany głównie z materiałów wtórnych. Konstrukcja budynku zbudowana została przy użyciu nowoczesnej technologii sprawiającej, że jest przyjazna środowisku. Szyby, pełniące również rolę ścian, zawierają stałe ciepło, dzięki temu maksymalizując wykorzystanie naturalnego światła słonecznego. Za pomocą inteligentnego systemu automatycznego można dopasowywać nasilenie światła w pomieszczeniach biurowca. W wieży znajduje się system, który przechwytuje wodę deszczową i (po oczyszczeniu) ponowne wykorzystuje. Powietrze przed wejściem do budynku jest filtrowane, natomiast gdy zostanie użyte, znowu jest oczyszczane.
Właścicielem biurowca jest amerykańska korporacja bankowa Bank of America.

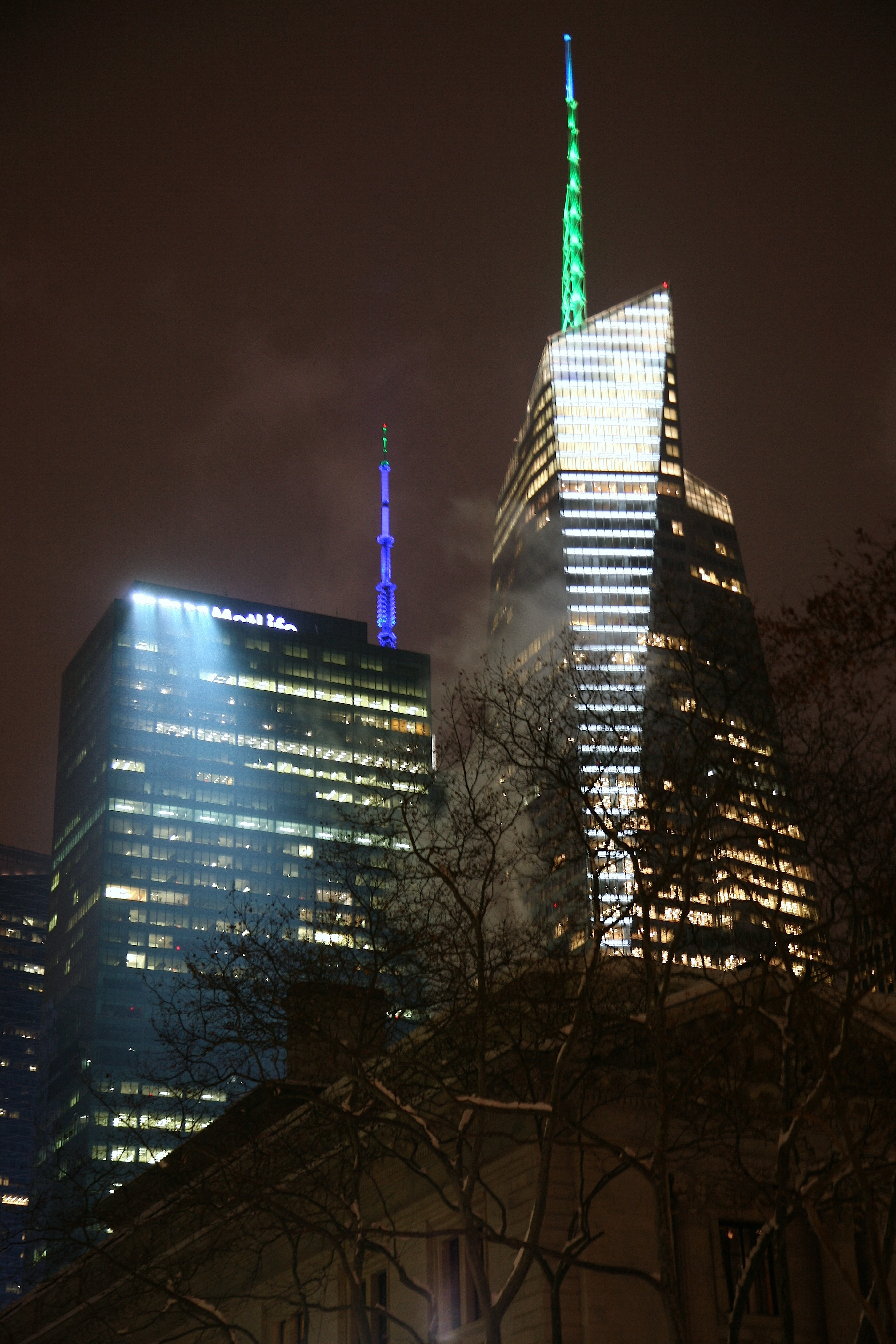
Wieżowiec w nocy
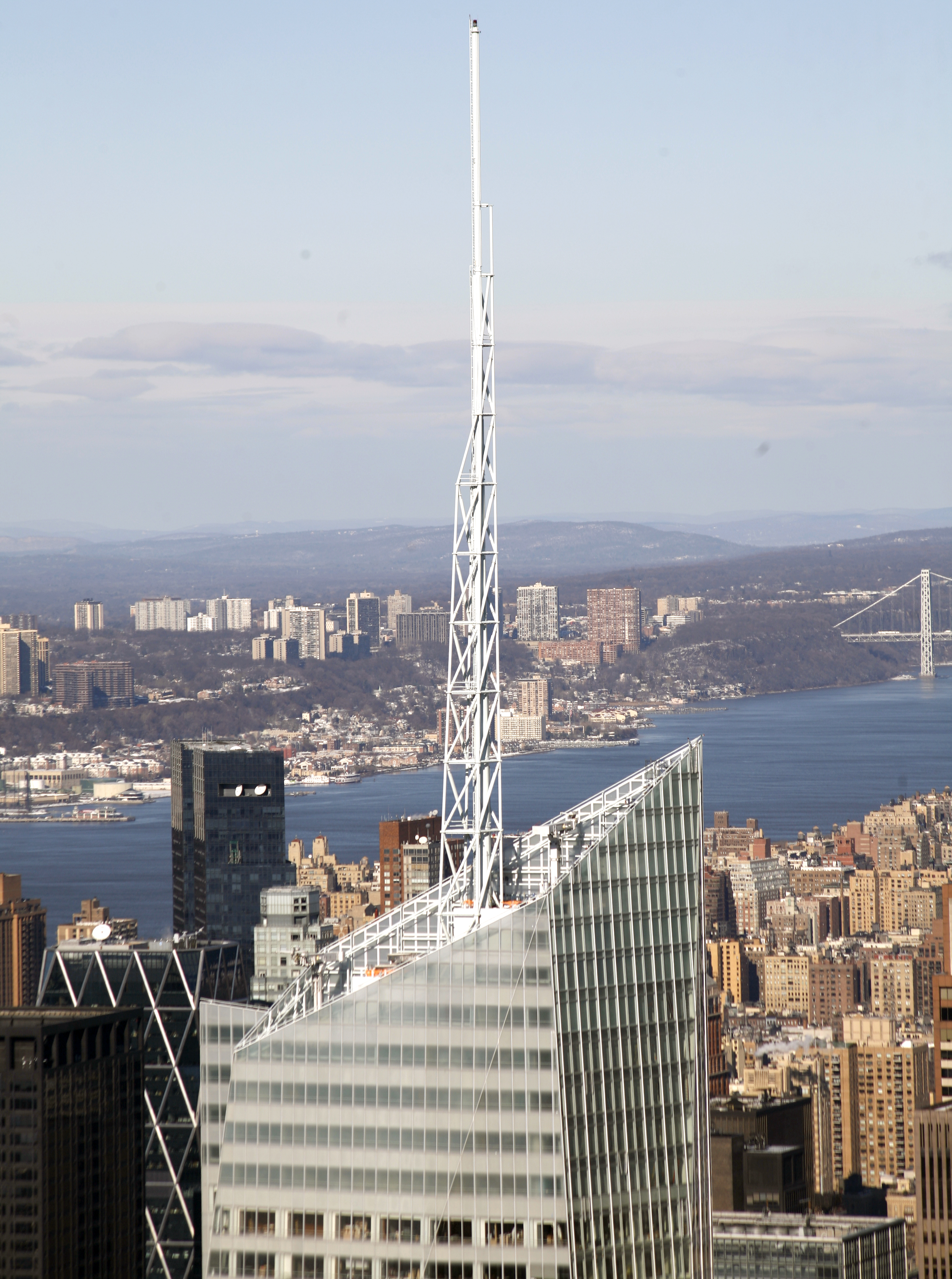
Iglica
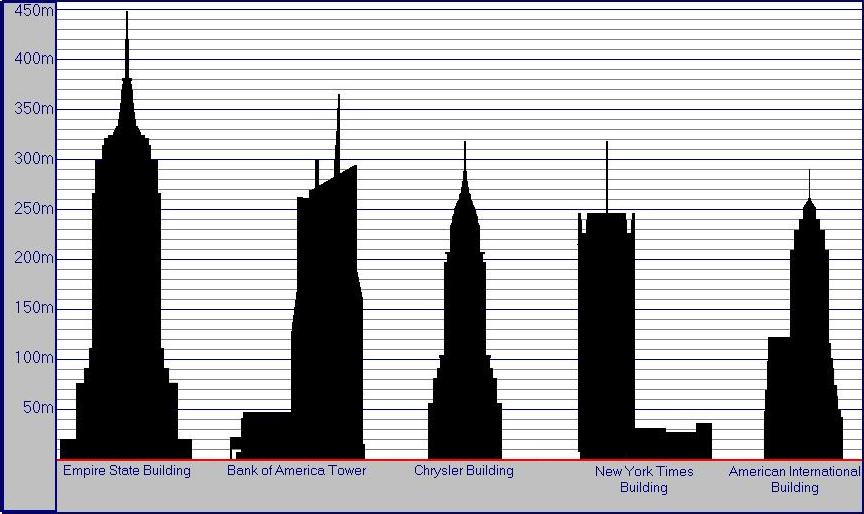
Porównanie najwyższych wieżowców w Nowym Jorku